# 강구한
강구한(1958년 12월 31일 ~ )은 대한민국의 성우로, 1979년 연극 배우로 활동하다가 1983년 한국방송 성우극회 공채 18기로 입사했다. 그의 아내는 같은 소속이자 은퇴한 20기 성우인 권현수다.

## 주요 출연작품

### 애니메이션
※전체 출연작은 외부 링크를 참조
- SPY×FAMILY (애니플러스) - 도노반 데스몬드
- 극장판 포켓몬스터 AG: 뮤와 파동의 용사 루카리오 - 방크스
- 강철의 연금술사 리메이크 (애니박스) - 아버님
- 원탁의 삼총사 (KBS) - 멜리건트
- 디그레이맨 (애니맥스) - 크로스 마리안 / 북맨
- 검정고무신 (KBS) - 기영이네 할아버지(후기) / 흑신도사
- 빅토리 구슬동자 (SBS) - 블랙봉(처음)
- 건담 0083 스타더스트 메모리 (애니박스) - 몬샤
- 건담 0083 지온의 광장 (애니박스) - 몬샤
- 꾸러기 수비대 (KBS) - 떵이 / 사천왕 3호 / 알바트로스 / 코뿔소 / 도마뱀 / 나무꾼(투탕카멘) / 에이허브 선장
- 드래곤볼 Z (SBS) - 기뉴
- 드래곤볼 Z (투니버스) - 베지터 왕
- 또봇 V (KBS) - 블랙독
- 디지몬 고스트 게임 (재능TV) - 블룸로드몬
- 짱구는 못말려 극장판: 폭풍을 부르는 석양의 떡잎마을 방범대 - 저스티스
- 극장판 요괴워치: FOREVER FRIENDS - 염라대왕
- 란마 1/2 - 주진창 / 무스 / 동풍선생 / 주진창
- 레스톨 특수구조대 (KBS) - 카인
- 루팡 3세 시리즈 (투니버스) - 알마로스
- 리리카 SOS (KBS) - 우자키 히로시 / 브로스
- 마법기사 레이어스 (SBS) - 라파가
- 명견 실버 (비디오판) - 흑호
- 명탐정 코난 (투니버스) - 오흥석 / 경관 5(3기) / 김근택(4기) / 이기하(5기) / 은기화(9기) / 방정문 / 관리인(11기) / 이재권(15기)
- 핑크요정 폐루샤 (비디오판) - 준호
- 블랙잭 (애니원) - 테츠
- 빨간망토 차차 (SBS) - 카스칼 선생님 / 쭈그랑
- 성춘향뎐 (KBS) - 변사또
- 신데렐라 (KBS) - 제럴드 후작 / 신데렐라 아버지 / 로즈마리 아버지 / 포도밭 관리인
- 십이국기 (애니원) - 코우간
- 아기공룡 둘리 (KBS) - 램프의 요정 할아버지
- 아이실드 21 (챔프) - 사카키 도부로쿠
- 아쿠아키즈 (SBS) - 다라
- 은하수비대 (SBS)
- 은하철도999(백록판 VIDEO) - 기계백작, 철이아빠, 제로니모라는 기계인간 그외(1989년 7월 10일 첫번째 재더빙판)
- 엘리시움 (3D애니) - 라이콘
- 불꽃 소년 레카 (애니맥스) - 허공 / 모리 코우란
- 오늘부터 마왕 (애니맥스) - 시부야 쇼마
- 오늘부터 마왕 2기 (애니맥스) - 시부야 쇼마
- 요랑아 요랑아 (KBS) - 흑여우 / 수리옹 / 꾸디
- 원피스 (KBS, 투니버스) - 아론
- 원피스 Original (챔프) - 아론, 센고쿠
  - 원피스 스탬피드 - 센고쿠
- 재키찬 어드벤처 (KBS) - 벨몬트
- 전설의 용사 다간 (SBS) - 레드론
- 제트레인저 (KBS) - 명석한 박사(거북맨)
- 지구용사 선가드 (KBS) - 가드 파이어 / 허형사
- 최종병기 그녀 OVA (애니박스) - 미나토모 장관
- 출동! 119 구조대 (투니버스) - 구영오 기자
- 츠바사 크로니클 1기 (투니버스) - 페이왕 리드
- 탑블레이드 시리즈
- 탑블레이드 V (SBS) - 기데온
- 팽이대전 G블레이드 (SBS) - 장 폴 발테스
- 유희왕 (SBS,챔프) - 미궁형제(迷)
- 탱구와 울라숑 (KBS) - 아스타로스
- 파워레인저 엔진포스(대원방송, 애니원/챔프) - 힐메키데스
- 날아라 슈퍼보드 (KBS) - 사이버 대왕 / 독수리
- 4차원 탐정 똘비 (KBS) - 바우맨 / 다크리오 / 다크디스
- 녹색전차 해모수 (KBS) - 챠코 박사 / 라일 헤링(릭의 아버지)
- 늑대기사 실반 (SBS)
- 헬싱 OVA (애니박스, DVD) - 안데르센 신부
- 우주특공대 바이오맨 - 블루 쓰리(유동현) / 독타 맨(김영출) / 메카 클론 / 우주 금속 개발 연구소 임원(제13화(제5편 1번째)) / 메츄라(제4화(제2편 1번째)를 제외한 나머지) / 메사쥬(제24화(제8편 3번째)를 제외한 나머지) / 윤덕수(야나기, 제21화(제7편 3번째))
- 달려라 부메랑 (SBS)
- 트라이킹덤 (KBS) - 유홍 / 해설
- 틴 타이탄 (SBS) - 슬레이드
- 요술곰의 모험나라 (KBS) - 이골
- 셰익스피어 명작만화 오델로 (SBS) - 로드리고(이아고의 친구)
- 지구특공대 가글파이브 - 가글 블랙(김창환)
- 플레이볼 (애니맥스) - 인성 아빠 / 붕어빵집 주인
- 호리 (투니버스) - 피톤
- 기동전사 건담 SEED (애니원) - 사령관
- 불꽃소년 레카 (애니맥스) - 코란 / 부하 1 / 부하 8 / 하나비시 오카 / 장로 / 남자 1 / 할아버지 / 격투장 관계자 / 쿠카이 / 콘도 / 남자 3 / 시쥬의 사부님
- BLOOD+ (애니맥스) - 남자 3
- 슬레이어즈 리턴 (애니박스) - 가레프
- 오거스 (투니버스)
- 포켓몬스터 (재능TV) - 청목
- 공상과학세계 걸리버보이 (어린이TV) - 헤머이글 / 파파 토스카니
- 머신로보트 (VIDEO) - 롯트(처음)
- 볼트화이브 (VIDEO) - 주루
- 우주여왕 (VIDEO)
- 아이젠보그 (VIDEO) - 바라 / 오로로 / TV 아나운서
- 핑크요정 페루샤 (VIDEO) - 철이
- 우주에서 온 야구소년 (VIDEO) - 해설 / 축구선수 / 람보맨
- 윈다리아 (VIDEO)
- 우주용사 타이맨 (VIDEO)
- 판타스틱4 (카툰네트워크)
- 은혼 (투니버스) - 가게 주인
- 레이브 (투니버스) - 루티앵글
- 크르노 크루세이드 (투니버스)
- 명탐정 코난 (투니버스) - 이기하
- 몬스터 (투니버스) - 룽게 경감
- 나루토 질풍전 (투니버스) - 단조
- 디가타 원정대 (애니맥스) - 두꺼비 대장
- 올림포스 가디언 (SBS) - 키에론
- 바벨 2세 (투니버스) - 아크라
- 세인트 세이야 오메가 (재능TV)
- 괴도 조커 (카툰네트워크) - 제이슨 소장
- 신비아파트 고스트볼 ZERO: 두 번째 이야기(투니버스) - 정환 아빠
- 썬더캣츠 (카툰네트워크) - 뭄-라
- 헐크와 스매쉬군단 (투니버스) - 리드
- 그리스 로마 신화 전설의 수호자들 (EBS) - 리키우스
- 기사 피핀의 천한 가지 모험 (EBS) - 무뚝뚝 영주
- 마법의 책과 역사 탐험대 (EBS) - 삼촌
- 막내둥이 또또 (EBS) - 나다머거
- 미스 스파이더와 개구쟁이들 (EBS) - 스파이더 루스 / 필벅
- 빛의 전사 레나 (EBS) - 코르테스
- 산타마을 친구들 (EBS) - 그루줄비어드
- 생쥐의 세계여행 (EBS) - 모네
- 악동클럽 (EBS) - 심플턴 아저씨
- 야! 러그래츠 (EBS) - 스튜
- 컸다, 러그래츠 (EBS) - 스튜 / 팽본교감
- 요절복통 탈리스의 모험 (EBS) - 잉양
- 행복배달부 팻 아저씨 (EBS) - 아서 셸비 / 신부
- 엘도라도 (KBS) - 체켈 칸

### 영화

#### 전담배우
게리 시니즈
- 휴먼 스테인(SBS) - 네이선
- 스네이크 아이즈(SBS) - 케빈
- 레인디어 게임(SBS) - 가브리엘
- 임포스터(SBS) - 스펜서 올햄
- 랜섬(SBS) - 지미 샤커

윌리엄 피츠너
- 아마겟돈(KBS) - 윌리엄 샤프
- 크래쉬(KBS) - 플래니건

#### 기타
- 더 록 (KBS) - 프라이 (그레고리 스포레더)
- 무숙자 (KBS) - 총잡이 (닐 썸머스)
- 백 투 더 퓨처 (KBS) - 학교 선생님 (휴이 루이스) / 음식점 직원 (도날드 풀리러브)
  - 백 투 더 퓨처 3 (KBS) - 바덴터 (맷 클라크) / 니들스 (플리) / 보좌관 (도노반 스콧) / TV 목소리
- 스피드 2(KBS) - 가이거 (윌럼 더포)
- 반헬싱(KBS) - 장의사(톱 피셔)
- 스타쉽 트루퍼스(KBS) - 레스첵 (마이클 아이언사이드)
- 터미널(KBS) - 딕슨(스탠리 투치)
- 12명의 배심원(KBS) - 배심원(빅토르 베르즈비츠키)
- 리딕: 헬리온 최후의 빛(KBS) - 툼스 (닉 친런드)
- 해리포터와 마법사의 돌(SBS) - 세베루스 스네이프 (앨런 릭먼) / 볼드모트(이언 하트)
- 해리포터와 비밀의 방(SBS) - 도비 (토비 존스) / 스네이프 (앨런 릭먼)
- 해리포터와 아즈카반의 죄수(SBS)/해리포터와 불의 잔(SBS) - 시리우스 (게리 올드먼)
- 판의 미로 - 오필리아와 세 개의 열쇠(KBS) - 비달 대위 (세르기 로페즈)
- 오션스 트웰브(SBS) - 베네딕트 (앤디 가르시아)
- 튜니티라 불러다오(KBS) - 총잡이(리카르도 피즈티) / 보안관(엔조 타라스시오)
- 엘리트 스쿼드(KBS) - 카피타오 올리베이라(마르셀로 발레) / 바이아노(파비우 라고)
- 트랜스포머(KBS) - 시몬스 (존 터투로)
  - 트랜스포머2(KBS) - 시모어 시몬스 (존 터투로)
- 아이언 맨(KBS) - 라자 (페런 테이어) / 윌리엄(피터 빌링슬리)
- 레드 플래닛(SBS) - 샌튼 (벤저민 브랫)
- 미션 임파서블(SBS)
- 세렌디피티(SBS) - 점원 (유진 레비) / 방송 기자(제이미 굿윈)
- 패트리어트(SBS) - 윌리엄 타빙튼 대령 (제이슨 아이작스)
- 사망유희(SBS)
- 방탄승(SBS) - 스트리커 (카렐 로덴)
- 대부 3(KBS, SBS) - 조이 자자 (조 만테냐) / 돈 루케니(엔조 로부티)
- 유브 갓 메일(SBS) - 프랭크 (그레그 커니어)
- 샤베르대령(SBS) - 데르빌 역
- 용가리(KBS) - 밀스 (브루스 콘월)
- 이연걸의 흑협(SBS)
- 블랙 독(SBS)
- 마스크(SBS) - 도리언 (피터 그린)
- 칠 팩터(SBS) - 앤드루 브라이너 (피터 퍼스)
- 빅(SBS)
- 성룡의 CIA(SBS) - 피터(마이크 램버트) / 의사(한네스 뮐러)
- 피스메이커(SBS) - 코도모프 (알렉산드르 바루예프)
- 스키아카데미(SBS) - 자살자 (숀 그레고리 설리번)
- 인조인간 오토매틱(SBS) - 막스 (존 그리버)
- 까미유 클로델(SBS) - 미쇼 박사
- 엘리미네이터(SBS)
- 사랑의 스타디움(SBS)
- 도망자(SBS) - 코스모 렌프로 (조 판톨리아노) / 로제티 형사(조셉 F. 코살라)
- 에어 포스 원(SBS)
- 위험한 사돈(SBS) - 장 피에르 (데이비드 수셰이)
- 드리븐(SBS) - 드밀 (로버트 숀 레너드)
- 마이너리티 리포트(SBS) - 하워드 (어리 그로스) / 리오(마이크 바인더)
- 쇼생크 탈출(SBS) - 해들리 교도관 (클랜시 브라운)
- 그렘린(SBS)
- 파니와 엘비스(SBS)
- 폴리스 스토리(SBS) - 구탐 변호사(유지영)
- 폴리스 스토리 2(SBS) - 폭파범(임국빈)
- 어글리 우먼(SBS) - 라이오
- 쥬라기 공원2(SBS) - 에디카 (리처드 시프)
- 필사의 도전(SBS)
- 매드 맥스(KBS) - 토커터(휴 키스번)
- 매드 맥스 3(KBS) - 제데다이어(브루스 스펜스) / 아이언바(앵글리 앤더슨)
- 아이가 커졌어요(KBS)
- 크림슨 리버2(KBS)
- 내일을 향해 쏴라(KBS) - 우드콕(조지 퍼스)
- 머니 트레인(KBS) - 토치 (크리스 쿠퍼)
- 브리짓 존스의 일기(KBS) - 핀치 (네일 피어슨)
- 머시니스트(KBS) - 존스 (레지 E. 캐시)
- 라디오 살인사건(KBS)
- 7월 4일생(KBS) - 프랭키(리차드 포드)
- 스텝맘(KBS) - 덩컨 새뮤얼스 (다렐 라슨)
- 허리케인 카터(KBS) - 지미 (클랜시 브라운)
- 멕시칸(KBS) - 리로이 (셔먼 오거스터스)
- 나의 발리우드 신부(KBS) - 셰이커 싱 (걸샨 그로버)
- 추락한 백만장자(KBS)
- 숀 코너리의 함정(KBS) - 블레어 (에드 해리스)
- 공포의 비행(KBS) - 투미 (브론슨 핀초트)
- 세븐(KBS) - 존 도우 (케빈 스페이시)
- 기사 윌리엄(KBS) - 에드 해머 (루퍼스 스웰)
- 말뚝상사 빌코(KBS) - 손 소령 (필 하트먼)
- 레인저 스카우트(KBS) - 브래그턴 (앤서니 힐드)
- 제너럴(KBS) - 게리 (숀 맥긴리)
- 파이어 스톰(KBS) - 제시 (하위 롱)
- 백발마녀전(KBS) - 마교의 교주(악역)
- 쉰들러 리스트(KBS) - 아몬 고에스 (레이프 파인스)
- 터미널 스피드(KBS) - 커 (크리스토퍼 맥도널드)
- 6번째 날(KBS) - 마셜 (마이클 루커)
- 007 골든아이(KBS) - 트레벨리언 앨릭 (숀 빈)
- 007 살인면허(MBC) - 크레스트 (안소니 저브)
- 007 황금총을 가진 사나이(MBC) - 스카라망가 (크리스토퍼 리)
- 007 위기일발(KBS) - 터키 경찰(베드리 차우쇼을루)
- 게놈 프로젝트(KBS) - 엔턴 박사
- 비상근무(KBS) - 올스
- 바라바(KBS) - 토발드
- 퍼펙트 크라임(KBS) - 백화점 직원(이시드로 몬탈보) / 택시 기사(에두아르도 고메즈)
- 슬립워커(KBS) - 동료
- 15분(KBS) - 게일 (카렐 로덴)
- 반지의 제왕: 반지 원정대(KBS) - 켈레보른 (마르톤 초카시) / 이실두르(해리 싱클레어)
- 최가박당(KBS)
- 인 더 베드룸(SBS) - 리처드 스트라우드
- 친밀한 적(KBS) - 버사 대위(마크 바르베)
- 삼형제와 상속자(SBS) - 베르나르 (베르나르 캄팡)
- 에너미 오브 스테이트(SBS)
- 사랑의 용기(SBS)
- 천녀유혼3(KBS)
- 일 포스티노(KBS)
- 사랑과 영혼(KBS) - 지하철 유령(빈센트 쉬아벨리) / 전화 목소리 / TV 방송 목소리
- 삼총사(KBS)
- 부메랑(KBS)
- 하이랜더(KBS)
- 골치 아픈 여자(KBS) - 의사(헨리 노구치) / 방송 앵커(론 탱크)
- 파이터(KBS) - 사범 (기오 시엔)
- 노 맨스 랜드(KBS) - 드부아 대위 (세르지헨리 발케)
- 드라큘라(KBS) - 렌필드 (톰 웨이츠)
- 플래툰(KBS)
- 사하라(KBS)
- 폴리스 아카데미 6(KBS) - 패클러 (브루스 말러)
- 스타 워즈 에피소드 2: 클론의 습격(KBS) - 베일 오르가나(지미 스미츠), 타이포(제이 라가아이아)
- 스타 워즈 에피소드 4: 새로운 희망(KBS) - 모티 제독(리처드 르파멘티어)
- 그녀에게(KBS) - 니노(아돌포 페르난데즈)
- 대통령의 연인(KBS)
- 헌티드(KBS) - 데일(마크 펠레그리노) / 산악 주인(로니 채프먼) / 공사 현장 감독
- 스타게이트(KBS)
- 카풀(KBS) - 에드로만 경위(킴 코티스)
- 돈벼락 맞은 사나이(KBS) - 치즈버거
- 포트리스(KBS)
- 브레이브 하트(KBS) - 스티븐 (데이비드 오하라)
- 카사블랑카(KBS)
- 타임 투 킬(KBS) - 컵 (커트우드 스미스) / 로드히머(앤서니 힐드)
- 운명의 덩크슛(KBS)
- 클리프행어(KBS) - 트레버(렉스 린)
- 라간(KBS) - 러슬 대위
- 돈가방을 든 수녀(SBS)
- 다이하드 3(KBS) - 마티아스 타르고(닉 와이먼) / 빌 자비스(마이클 크리스토퍼) / 지하철역 경찰(스콧 니콜슨) / 번트(T. 앨로이 랭겐필드) / 벤츠 주인
- 귀여운 여인(KBS) - 집주인(래리 한킨) / 초대 손님
- 자칼(KBS) - 벨링코 역
- 캘리포니아 여자(KBS) - 촬영 감독
- 뉴튼 보이즈(KBS) - 알드리치(보 홉킨스)
- 복수의 실락원(KBS)
- 퀵 앤 데드(KBS) - 캔트렐(키스 데이비드)
- 잉글리쉬 페이션트(KBS) - 메덕스 (줄리언 워드햄)
- 신용문객잔(KBS) - 수비대장
- 인생(KBS) - 경찰 검사관 / 무전기소리
- 블랙 호크 다운(KBS) - 맥나이트 (톰 시즈모어)
- 특전대 네이비 씰(SBS) - 렉서([[[시릴 오렐리]])
- 시네마 천국(KBS) - 마을 사람(레오 굴로타)
- 글루미 선데이(KBS)
- 아메리칸 스윗하트(KBS) - 헥터 (행크 아자리아)
- 캐스트 어웨이(KBS) - 스탠 (닉 서시)
- 코튼 클럽(SBS) - 빈센트 드와이어
- 덴젤 워싱턴의 복수(SBS)
- 회색의 그늘(SBS)
- 특종 카메라(KBS)
- 변신전사 트랜스 토디 - 박사 (이일웅)
- 이지 라이더(KBS) - 스트리트(루크 아스쿠) / 보안관(아놀드 헤스 주니어)
- 디디에(SBS) - 샤를리 (라이어널 아벨란스키)
- 인사이더(KBS) - 로버트슨 (네스터 세라노) / 샌디퍼 사장의 변호사(개리 샌디)
- 베토벤(SBS) - 닥터 바닉 (딘 존스)
- 야망의 제물(SBS)
- 하우스 어레스트(SBS) - 도널드
- 에일리언4(KBS) - 렌 (J.E. 프리먼)
- 상하이 나이츠(KBS) - 넬슨 라스본 (에이단 길런)
- 코 끝에 걸린 사나이(SBS) - 파티 킬러 (스티븐 랭)
- 컬러 퍼플(KBS) - 목사(칼 앤더슨)
- 마녀의 산(KBS)
- 너티 프로페서(KBS, SBS) - 리치몬드 학장 (래리 밀러)
- 태양의 제국(KBS)
- 위대한 탄생(KBS)
- 어벤저(SBS) - 스티브 (랄프 파인즈)
- 도망자 2(SBS)
- 맥멀른가의 형제들(KBS) - 마티 (피터 요한슨)
- 뉴욕 세 남자와 아기(KBS)
- 마농의 샘(KBS)
- 엘 시드(KBS) - 파네즈(마시모 세라토) / 돈 마르틴(크리스토퍼 로데스)
- 이중 노출(KBS) - 프랭크 지올리(스탠리 투치)
- 에일리언 3(KBS, SBS) - 모스 (대니 웨브) (SBS)
- 에일리언2(SBS)
- 루이의 리얼리티 쇼(KBS) - 고베이 (이베스 자크)
- 워터 디바이너(KBS) - 시릴 휴즈 중장 (제이 코트니)
- 설원의 윌(KBS) - 보그 (조지 게즈)
- 전선 위의 참새(KBS)
- 영 건 2(KBS)
- 속 48시간(SBS)
- 고공 침투(SBS)
- 포이즌 아이비(SBS)
- 라스트맨 스탠딩(KBS) - 존 스미스 (브루스 윌리스)
- 늑대와 춤을(KBS) - 엘진(찰스 라킷) / 장군(도날드 호튼)
- 인터폴 특명(SBS) - 제이콥 (테드 리 플랫)
- 쿨러닝(KBS) - 율 브리너 (마릭 요바)
- 어쌔신(KBS) - 남자(뮤즈 왓슨) / 구매자(카이 울프) / 경찰(스티븐 리스카) / 컴퓨터 음성
- 사랑의 경주(KBS) - 브루스터의 친구(빌 애쉬)
- 고백(KBS) - 경찰 / 라디오 방송
- 절대쌍교(KBS) - 행운아의 양아버지(오맹달) / 행운아의 친아버지(묘교위)
- 덤보 - 루퍼스(필립 짐머만)
- 무기여 잘 있거라(KBS) - 신부(잭 라 루)
- 미스테리 데이트(SBS) - 샤피(토니 로사토)
- 간디(KBS) - 광부 책임자(존 사비던트) / 인도인(모핸 아가시)
- 4차원의 포로(SBS) - 보이어(제임스 에드크콤)
- 펄프 픽션(KBS) - 지미(쿠엔틴 타란티노)
- 스미스씨 워싱턴에 가다(KBS) - 의원(피에르 왓킨)
- 코만도(KBS) - 베넷(베론 웰스)
- 용형마교(SBS) - 아누(금동)
- 홀리 맨(KBS) - 감독(샘 키친)
- 죽기 아니면 까무러치기(SBS)
- 공주는 못말려(SBS) - 알블라도(토마스 발릭)
- 크래쉬(KBS) - 박씨(김대현) / 경찰관(키스 데이비드) / 최씨(그렉 박)
- 배트맨 2(SBS) - 팽귄의 부하(빈센트 스키아벨리)
- 퍼스트 어벤저 - 필립스(토미 리 존스)

### 애니메이션 영화
- 니모를 찾아서 - 길
- 달빛공주 구출대작전 (MOVIE)
- 뽀빠이의 모험 (챔프)
- 월리스와 그로밋 - 거대토끼의 저주(SBS) - 로드 빅터 쿼터메인
- 짱구는 못말려 - 폭풍을 부르는 석양의 떡잎마을 방범대(챔프) - 저스티스
- 붉은매(SBS) - 류
- 명탐정 코난: 시한장치의 마천루 - 정형균
- 미래전사 드래곤 파이터(SBS)
- 매직 스워드(SBS) - 루버
- 발토(SBS) - 스틸
- 생쥐와 야옹이(SBS) - 워런 티
- 블랙잭 - 어둠의 의사(KBS) - 알렉스
- 모모(KBS) - 강한 회색인간
- 우리사이 짱이야(KBS) - 준호 아빠
- 블랙잭 극장판 - 두 명의 검은 의사(애니박스) - 마스터
- 나루토 질풍전 극장판(인연) - 숙명의 재회(투니버스) - 신노
- 노블레스OVA-파멸의 시작 - 라구스 트라디오
- 욤욤 공주와 도둑 - 지그재그

### 외화
- 프리즌 브레이크(SBS) - 브래드 벨릭 (웨이드 윌리엄스)
- 판관 포청천(KBS) - 백옥당
- 로즈 레드(KBS) - 닉 (줄리언 샌즈)
- 토치우드(KBS) - 콜린 (마크 밴)
- 가면라이더 블레이드(챔프) - 사부로
- 한나의 선택(KBS) - 시장
- 장미없는 꽃집(JTBC) - 안자이 테루오 (미우라 도모카즈)
- 천사의 손길(PBC)
- 닥터 후 - 크리스마스 스페셜(KBS) - 시미언 박사(리처드 E. 그랜트)
- 셜록 시즌 3(KBS) - 마그누센(라르스 미켈센)
- 파워레인저 다이노포스(챔프) - 암흑신 데보스
- 최후의 카테고리 7(KBS) - 장관(존 카펠로스)
- 니벨룽겐의 반지(KBS) - 하겐 (줄리언 샌즈)

### 게임
- 하프라이프 2(밸브 코퍼레이션) - 월리스 브린
- 슬라이쿠퍼3:최후의대도 - 옥타비오
- 헤일로1, 헤일로 리치 - 키예스 함장
- 로스트 오딧세이(XBOX 360) - 강가라
- 건담전기 - 기렌 자비 / 노리스 팩커드
- 스타크래프트: 브루드워 - 알렉세이 스투코프
- 스타크래프트 II: 군단의 심장 - 알렉세이 스투코프(Alexei Stukov)
- 도타 2 - 침묵술사
- 메이플스토리 - 대신관(이후 정재헌으로 교체)

### 드라마
- 제4공화국(MBC) - 김종필을 심문하는 취조관

### 방송
- 신의 아들(MBC) - 찰스워드

### 라디오
- 라디오 북카페(그리스인 조르바)(SBS 러브FM)
- 환타지 특급 - 데로드 앤드 데블랑(KBS) - 아르카이제(이카르트)
- 환타지 특급 - 드래곤 라자(KBS) - 길시언
- KBS 무대 10년(칵테일 만들기)(KBS)
- KBS 무대 10년(끝은 희망)(KBS)
- KBS 무대 10년(나무꾼의 아내)(KBS)
- KBS 라디오 극장 10년(무협드라마, 대사형)(KBS) - 고검호
- KBS 라디오 극장 10년(고령화 가족)(KBS)
- KBS 라디오 극장 10년(서산에 부는 바람)(KBS)
- 소설극장(지상에 숟가락 하나)(KBS)

## 가족
- 아내: 권현수
- 자녀: 2녀